# Øystre Slidre
Øystre Slidre es un municipio del condado de Innlandet, Noruega. A principios de 2020 tenía una población estimada de 3229 habitantes.
Se encuentra ubicado en el interior del sur del país, en la zona de los Alpes escandinavos.